# 다우트 (만화)
다우트(영어: Doubt, 일본어: ダウト)는 월간 소년 간간 (스퀘어 에닉스) 2007년 8월호에서 2009년 3월호까지 연재된 도노가이 요시키의 만화이자 그것을 원작으로 한 드라마 CD이다.